# Bảo Yên (xã)
Bảo Yên là một xã thuộc huyện Thanh Thủy, tỉnh Phú Thọ, Việt Nam.
Xã Bảo Yên cách trung tâm huyện 3 km về phía nam, có diện tích 5,0306 km², dân số tính đến 31 tháng 12 năm 2013 là 4871 người, mật độ dân số đạt 1037 người/km². Người dân chủ yếu sống bằng nông nghiệp.